# Tale of the Fourth
Tale of the Fourth è il quarto cd prodotto dalla Celtic Harp Orchestra, pubblicato da Ethnoworld nel 2008.

L'album è diviso in tre parti: "Tale of the Fourth", "Variations" e "Other Numbers".

La prima parte, "Tale of the Fourth", racchiude una suite di 5 brani scritti e composti secondo la sequenza di Fibonacci.

La seconda parte, "Variations", è composta da quattro brani tradizionali riarrangiati nello stile della Celtic Harp Orchestra.

L'ultima parte, "Other Numbers", contiene tre brani di Constable.

## Tracce
1. Fibonacci's Primacy
2. Ghost in the Shell
3. Interlude
4. Solve
5. Coagula
6. On Greensleeves
7. Carolan's Concerto
8. On Morrison Jig
9. On the Green Fields of Rossbeg
10. Ling Ling met a Saint in Wonderland
11. Nausicaa
12. Entree

## Musicisti
Fabius Constable : Direttore, Violoncello, Arpa, Piano.
Donatella Bortone: Soprano
Sabrina Noseda: Arpa

Chiara Vincenzi: Arpa

Danilo Marzorati: Arpa

Pauline Fazzioli: Arpa

Federica Maestri: Arpa

Nicolò Righi: Arpa

Antonella d'Apote : Arpa

Silla Orlando: Arpa

Patrizia Rossi: Arpa

Eleonora Latis: Arpa

Teodora Cianferoni: Arpa

Giada Giorgia Pederzolli : Arpa

Erika Molteni: Arpa

Chiara Rolla: Arpa

Lidia Morra: Arpa

Daniela Morittu: Arpa

Rossana Monico: Arpa

Maria Assunta Romeo: Arpa
Filippo Pedretti: Violino

Tommaso Latis: Violino
Paolo Pigni: Basso elettrico
Luca Briccola: Chitarre
Mirko Soncini: Batteria, percussioni, campane tubolari
Bernardo Ruggiero: Coro

Riccardo Tabbì: Coro

Anne Delaby: Coro

Irene Casartelli: Coro